# 无锡IFS国金中心
31°33′02″N 120°18′10″E / 31.55064°N 120.30269°E
无锡国际金融中心（英語：Wuxi International Finance Square） 是一座位于中华人民共和国江苏省无锡市梁溪区太湖广场的现代主义超高层摩天大楼。此塔楼高度为339（1,112英尺） ，有68层。 建筑面积280,000平方（3,014,000平方英尺），于2014年完工，是無錫第一高樓。

## 升降机配置
无锡IFS国金中心升降机配置列表（一律采用日立高速升降机，酒店部分待补充）
- L1-L4（4部来往5/F、7/F-12/F之办公电梯）：1、5、7-12
- M1-M8（8部来往16/F-30/F之办公电梯）：1、16-30
- MH1-MH7（7部来往34/F-49/F之办公电梯）：33-49
- H1-H8（8部来往51/F-66/F之办公电梯）：33、51-66
- X1-X7（7部来往空中大堂之穿梭电梯）：1、33
- P1-P2（2部停车场专用电梯）：B3、B2、1
- FS1-FS2（2部消防及服务电梯）：B3、B2、B1、1、5-12、15-23、25-33、35-43、45-53、55-63、65-66、77-83、85-87、87M、88

## 参看
- 中华人民共和国摩天大楼列表
- 無錫摩天大樓列表